# Pachycephala mentalis
Pachycephala mentalis là một loài chim trong họ Pachycephalidae.